# علي حسن عيسى
علي حسن عيسى (مواليد 2 سبتمبر 1996 في البحرين) هو لاعب كرة قدم بحريني يجيد اللعب في خط حارس المرمى. يلعب حاليا لصالح المنامة الذي ينافس في الدوري البحريني الممتاز منذ 2014.